# Yacimiento arqueológico de La Draga
La Draga es un yacimiento arqueológico del Neolítico inicial, de unos 7000 años de antigüedad, V milenio a. C., situado en el municipio español de Bañolas y descubierto en abril de 1990. Según los sondeos de 1990 y las excavaciones sistemáticas de 1996, el poblado ocupa 8 000 m², de los cuales una parte han quedado sumergidos en el lago de Bañolas. En la zona seca, los trabajos arqueológicos, se iniciaron el mismo año 1990, mientras que en la parte sumergida se excavó desde el año 1994. La Draga es el único yacimiento prehistórico de ambiente lacustre de la península ibérica. Los 892 postes de las cabañas, la mayor parte de ellos de roble, que se han encontrado y los cincuenta objetos de madera, recuperados bajo el agua, lo equiparan a los poblados neolíticos de la región alpina.
El yacimiento arqueológico neolítico de la Draga es uno de los más antiguos asentamientos de agricultores y ganaderos del noreste de la península ibérica. Se encuentra en la parte central del borde oriental del lago de Bañolas, un pequeño lago situado a unos 35 km de la costa mediterránea y a unos 50 km al sur de los Pirineos.
Desde su descubrimiento, en 1990, se ha excavado de forma continuada. Las campañas 2012-2015 han sido llevadas a cabo por el Museo Arqueológico Comarcal de Bañolas (MACB), el Consejo Superior de Investigaciones Científicas (CSIC), la Universidad Autónoma de Barcelona (UAB), el Museo Arqueológico de Cataluña (MAC) y el Centro de Arqueología Subacuática de Cataluña (CASC). En las campañas de los años 2002 y 2005 se encontraron fragmentos de dos arcos. En 2012 se encontró el arco neolítico más antiguo de Europa. Se conocen arcos en el norte de Europa en contextos de grupos cazadores-recolectores algunos milenios más antiguos pero no en grupos neolíticos. Por este motivo los tres arcos de la Draga se convierten en uno de los conjuntos más antiguos de arcos neolíticos de Europa.

## Geografía. Descripción del lago y del entorno
El lago de Bañolas se localiza a 170 m de altitud, enmarcado por un relieve heterogéneo determinado por el contacto entre la Serralada Transversal, representada por relieves prepirenaicos, y la depresión prelitoral catalana, entre las depresiones de la Selva y del Empordà. En este entorno lacustre, se documentan diversas evidencias de poblamiento prehistórico, sin duda propiciadas por su pluralidad ecológica y la abundancia y diversidad de recursos para la subsistencia. Por estos motivos, la ubicación del asentamiento de La Draga se sitúa en un lugar privilegiado, a unos 50 km de los Pirineos y a 35 km de la línea actual de costa del Mar Mediterráneo, cerca del corredor natural paralelo a la costa y que permite atravesar la cadena pirenaica por el coll del Pertús.
El lago, de origen kárstico, se abastece de aguas subterráneas y, originalmente, era drenado en su orilla oriental por un pequeño río, el actual Terri, afluente del Ter. Este río, en su salida del lago, tuvo que crear una zona de humedales, en la orilla norte, en la cual se encuentra la zona de la Draga, que durante la ocupación neolítica tenía la forma de una península que se adentraba hacia el lago, con una pendiente suave y continuada, de este a oeste y de norte a sur. A partir de las prospecciones, se puede establecer una extensión aproximada de la ocupación de unos 8000 m².
La situación en una zona con humedad permanente, actualmente cubierta de forma parcial por las aguas del lago, ha propiciado una extraordinaria conservación de los restos orgánicos sobre materiales vegetales, desde los restos de las cabañas a los utensilios realizados en materiales vegetales, como arcos, hoces, mangos de azuelas, cuerdas, recipientes de madera, palos cavadores, cucharones y cestod entre otros. Este hecho hace que la Draga sea uno de los yacimientos importantes para estudiar el Neolítico en Europa.

## Intervenciones arqueológicas. Historia de las intervenciones arqueológicas
La excavación comenzó como una intervención de urgencia, coordinada por el Museo Arqueológico Comarcal de Bañolas durante el mes de mayo de 1990. Sirvió para determinar que se trataba de un poblado del Neolítico antiguo cardial de finales del VI milenio a. C.
La primera etapa de excavaciones sistemáticas (zona A: 284 m² y zona B: 126 m²) se desarrolló entre 1991 hasta 2005 por iniciativa del museo y con financiación del Ayuntamiento de Bañolas y del Departamento de Cultura de la Generalidad de Cataluña. A su vez, entre 1994-2005, se contó con la colaboración del Centro de Arqueología Subacuática de Cataluña, organismo del Museo de Arqueología de Cataluña, lo que permitió excavar la parte subacuática del yacimiento (zona C: 310 m²), dentro del lago.
La segunda etapa de excavaciones, entre 2008-2015, contó con la colaboración de la Universidad Autónoma de Barcelona y del Consejo Superior de Investigaciones Científicas. Se inició (2008-2009) con una prospección de todo el perímetro externo del lago en busca de nuevos yacimientos prehistóricos. A continuación, entre 2010-2012 se excavó una nueva área (zona D: 58 m²), que prolongaba hacia el sur la anterior zona B. Esta nueva zona permitió interrelacionar y comprender mejor la estratigrafía de las tres zonas anteriores. Finalmente, entre 2013-2015, se reiniciaron los trabajos en la zona A (88 m²), para unirla con las zonas B y D y disponer así de un área excavada extensa y continuada.

## Paleoambiente
Las primeras sociedades agrícola-ganaderas se asentaron en un área húmeda y densamente forestada, con el predominio de bosques caducifolios –robles (Quercus sp. caducifolios), bojes (Buxus sempervirens) y avellanos (Corylus avellana)- y coníferas –pinos (Pinus sp.) y abetos (Abies alba)- en las montañas circundantes. A nivel regional, también existían otros taxones de montaña, como el tejo (Taxus baccata) y el abedul (Betula), y árboles mediterráneos como la encina-coscoja (Quercus ilex-coccifera), acebuche (Olea) o el labiérnago (Phillyrea). A nivel local, en las orillas del lago, se podían encontrar bosques de ribera, con olmos (Ulmus), fresnos (Fraxinus) y sauces (Salix), que se habrían visto alternados con plantas higrófilas –ciperáceas (Cyperaceae), juncos (Juncus sp.), eneas (Typha sp.)- y acuáticas -milenrama de agua (Myriophyllum), pasto de agua (Potamogeton sp.), nenúfares (Nuphar)- en aquellos lugares más pantanosos.
La necesidad de obtener madera para su uso como combustible y como material de construcción provocó una profunda transformación de la vegetación que las comunidades neolíticas encontraron a su llegada a las orillas del estany de Bañolas, lago Bañolas. La acción desforestadora de las comunidades de La Draga comportó un fuerte impacto en los robledales que rodearon el asentamiento, creando unos claros que habrían sido aprovechados para establecer los campos de cultivo, pasturar los animales, pero que también habrían sido colonizados por especies secundarias que habrían proliferado en estos espacios degradados, como el pino, el tilo (Tilia sp.), el avellano o el boj.

## Ocupación, estratigrafía y cronología de la Draga

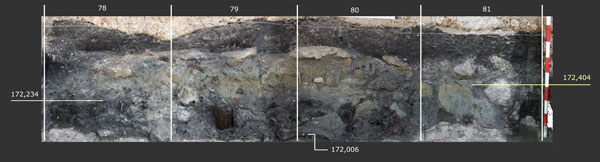
Sector D, sección Oeste - disposición estratigráfica del nivel empedrado y nivel de derribo de estructuras de madera.

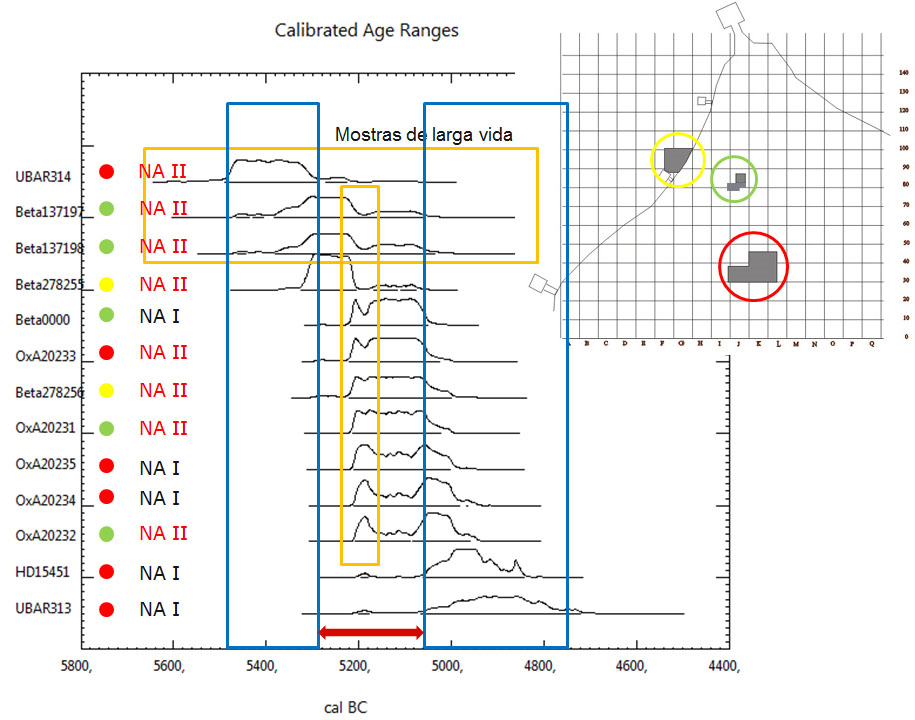
Intervalos calibrados (cal a. C.).

Toda investigación arqueológica necesita ordenar cronológicamente los acontecimientos del pasado para poder establecer entre ellos unas relaciones causales y de esta manera crear el conocimiento histórico. Los resultados de las excavaciones arqueológicas en la Draga permiten definir el yacimiento como un poblado ocupado por agricultores y ganaderos durante el Neolítico antiguo. Este marco cronológico general se establece mediante el carácter de los vestigios materiales descubiertos.
La distribución espacial de los niveles arqueológicos, de los objetos y de las estructuras sugieren que se trata de una estratigrafía horizontal como consecuencia de la ocupación, abandono y reocupación de espacios concretos, probablemente debido a la vida útil de las construcciones de habitación y de la propia dinámica del nivel de agua del lago y de otros fenómenos de carácter geológico y medioambiental, pero sin un abandono del poblado. Esta continuidad se confirma con los resultados de las diferentes campañas de excavaciones que permitieron detallar la secuencia estratigráfica y documentar la existencia de, al menos, dos episodios de empleo en el asentamiento. En el primero de ellos, se documenta la construcción de estructuras habitacionales de madera, circunstancia claramente identificada en los sectores B y D, donde las condiciones de humedad permitieron la conservación de la materia orgánica. El segundo episodio comenzó una vez estas estructuras dejaron de tener utilidad y los pobladores de la Draga acondicionaron el terreno construyendo por encima de las maderas derrumbadas, ramas y tallos un enlosado de travertino que sellaba este primer nivel.
Con base en esta información se pudo establecer una cronología relativa de los acontecimientos. Dataciones de materia orgánica por el método de radiocarbono (C14) y por medio de AMS analizadas permitieron hacer unas estimaciones más precisas de los intervalos cronológicos en la Draga. Entre el intervalo más antiguo, conocido como fase I, con una estimación 5320-4980 cal ANE y el más reciente, fase II, con 5210-4800 cal ANE se encontraron una serie de intervalos sin interrupción significativa que puedan hacer pensar en algún momento de abandono del poblado.

## Elementos arquitectónicos

### Estructuras de madera
Entre los elementos arquitectónicos elaborados en madera a la Draga destacamos los postes, las horcas, las vigas, el tablones y los entramados de ramas. La gran mayoría de estos elementos están elaborados con madera de roble. Es una materia prima ampliamente utilizada tanto para la construcción como para la construcción naval durante todos los periodos histórico. Es una especie apreciada por su robustez, sus formas rectilíneas, su resistencia a la humedad, etc.
La construcción en madera está bien documentada en los sectores Bi D para la altura del nivel freático por encima del nivel arqueológico. En los demás sectores la construcción en madera se evidencia con los agujeros de poste que dejan los postes verticales.
Para la interpretación de los elementos arquitectónicos hay que tener en cuenta que pueden estar evidenciando diferentes momentos de construcción. Para poder establecer las diferentes fases constructivas es clave el análisis dendrocronológico. Este estudio en la Draga está todavía en curso.
La forma y disposición de estos elementos en el yacimiento muestra construcciones caracterizadas por:
- Construcciones de forma cuadrangular; el patrón de disposición no es típico de estructura circular.
- Construcciones de grandes dimensiones; se identifican elementos de hasta 5 metros de largo y 3 metros de altura.
- Construcciones con una gran importancia de cuerdas y focas como elementos unificadas: no se observa la elaboración de encajes entre los elementos arquitectónicos.

### Estructuras en piedra
Los materiales de construcción y los hogares que conocemos del segundo momento de ocupación de la Draga, entre 5100-4900 aC, son bastante diferentes de los de la primera fase (5300-5100 aC). Estos últimos empleaban sobre todo la madera para construir grandes cabañas semielevada (4 x 12 m), dentro de las cuales instalaban hogares sobre una capa gruesa de arcilla. En la segunda fase de la Draga sabemos que las construcciones de madera anteriores fueron sepultadas bajo grandes empedrados, sobre los cuales se volvió a vivir.
En estos empedrados las evidencias de nuevas cabañas se reducen a algunas pequeñas áreas ovaladas (3x 4 m) bien enlosadas (zona A), rodeadas de agujeros de poste y con algún poste central, que sostendrían una cubierta vegetal. Ahora en cambio, los hogares son muy numerosos y parece que se amortizan rápidamente, como si la vida comunitaria se desarrollara más en el exterior que en el interior de las cabañas. Se trata de hogares en cubeta, de entre 0'80-1,80 m, que contienen los restos de los huesos de animales, cereales, y mejillones consumidos; vasos cerámicos y azuelas de piedra pulida; y también los carbones de la leña, los rierencs de cuarzo y las plaquetas de arenisca que se utilizaban para asar, hornear o estofar los alimentos.

## Organización económica
Las extraordinarias condiciones de preservación del yacimiento de la Draga han permitido estudiar el conjunto de restos de semillas y frutos más grande de todo el Neolítico de la península ibérica (unos 400.000 restos). Este conjunto tan importante ha sido la base para comprender la agricultura que practicaban los habitantes del poblado y qué frutos recolectaban.
Los agricultores de la Draga fueron unos de los primeros en practicar la agricultura en el noreste de la península ibérica. Los cultivos principales en el poblado eran el trigo duro (Triticum durum / turgidum) y la cebada de dos carreras o cebada palma (Hordeum distichon). Estos cereales se cultivan de forma intensiva en pequeños campos permanentes labrados a mano (con palos cavadores de madera). Un tercer cultivo importante documentado en el yacimiento es el de la adormidera (Papaver somniferum), posiblemente utilizado para extraer aceite de las semillas, pero también por sus propiedades psicotrópicas.
De forma complementaria al consumo de productos agrícolas, se ha podido observar cómo se recolectarían avellanas (Corylus avellana), bellotas (Quercus sp.), Moras (Rubus ulmifolius) y arándanos (Prunus spinosa), entre otras especies autóctonas . Parece que además se pudieron consumir cerezas (Prunus avium) y que sus huesos se aprovecharon para hacer cuentas de collar. De esta manera, y con el complemento de los recursos cárnicos, los habitantes de la Draga aseguraron su supervivencia diaria.

### Combustible y materias primas vegetales
Los pobladores de La Draga obtenían del bosque leña y maderas que empleaban para la manufactura de una amplia gama de instrumentos. Quemaban principalmente madera de roble (Quercus sp. caducifolios) y de laurel (Laurus nobilis), unas especies abundantes en los bosques circundantes. Aunque se han documentado otras especies, éstas representan una pequeña parte de la leña recolectada. 
En cambio, entre la madera para la manufactura de los instrumentos se documenta una mayor variabilidad y seleccionaban maderas por sus propiedades físicas y mecánicas:
- Arcos de madera de tejo (Taxus baccata) y 108 cm de longitud;[6]
- Vástagos de flecha de madera de sauce (Salix sp.)
- Palos cavadores, peines, agujas biapuntadas y mangos de hoz de boj (Buxus sempervirens)
- Contenedores y palas de roble (Quercus sp. caducifolios)
- En otros casos se utilizaban diversas especies para un mismo tipo de objeto,
- Mangos de azuela hechos de tejo, roble, pino o boj

El estudio de las materias primas vegetales demuestra un amplio conocimiento de las propiedades de la madera que tenían en su entorno. 

### Gestión de los recursos animales
La ganadería constituyó una actividad fundamental en las primeras comunidades campesinas asentadas en el yacimiento de la Draga. Se trataba de una ganadería mixta caracterizada por los rebaños de ovejas (Ovis aries), cabras (Capra hircus), toros (Bos taurus) y cerdos (Sus domesticus) explotados con fines diferentes pero complementarias. Se trata de una ganadería dirigida a explotar de manera integrada las diversas producciones animales (carne, leche, fuerza y probablemente fibras), si bien la carne tendría el peso principal. Además de la ganadería también se han obtenido recursos animales mediante la caza la pesca y la recolección.
Entre las especies salvajes, fueron los mamíferos de tamaño medio y grande como el uro (Bos primigenius), el ciervo (Cervus elaphus), el jabalí (Sus scrofa), el corzo (Capreolus capreolus) y la cabra montés (Capra pyrenaica) los que requirieron más inversión de trabajo. Entre los pequeños carnívoros recuperados en el yacimiento de la Draga destaca el zorro (Vulpes vulpes), el tejón (Meles meles), la marta (Martes sp.) y el gato montés (Felis silvestris).
Además de los mamíferos en el yacimiento de la Draga ha recuperado una amplia variedad de restos de especies de aves, entre las que destacan los cormoranes (Phalacrocorax carbo y Phalacrocorax aristotelis), la becada (Scolopax rusticola) y la focha (Fulica atra). Las especies de peces documentadas son el bagre (squalius cephalus), el barbo (Barbus meridionalis) y la anguila (Anguilla anguilla). En cuanto a los moluscos, se ha documentado una alta diversidad de taxones, con la presencia de especies continentales y marinas. La especie continental más abundante es Cepaea nemoralis (regina). Las especies marinas mayoritarias son los mejillones (Mytilus galloprovincialis), los berberechos (Cerastoderma glaucum, Acanthocardia tuberculata) y las conchas (Glycymeris sp.). También se ha documentado la presencia de tortuga de agua dulce (Emys sp.).
Las comunidades neolíticas de la Draga explotaron con intensidad la diversidad taxonómica propia del entorno lacustre y alrededores, combinando las tareas de gestión ganadera con la cacería, la pesca y la recolección.

## Tecnologías

### Alimentos y su procesado
Los diferentes tipos de restos encontrados en la Draga han permitido realizar una primera aproximación a la alimentación desde una perspectiva integradora y multidisciplinaria.
Se documentan todas las fases de adquisición y transformación de los alimentos: desde su obtención a través de actividades como la agricultura, la ganadería, la recolección, la caza y la pesca; pasando por el procesado y / o cocinado con técnicas como el descuartizamiento y la molienda; hasta su consumo, utilizando métodos como el asado y / o el cocido, o la ingesta en crudo.
La dieta del yacimiento es diversificada, donde los productos domésticos tienen una clara predominancia sobre los productos salvajes / silvestres. Consumían animales domésticos (cerdos, bueyes, ovejas y cabras) y plantas cultivadas como cereales (mayoría de trigo desnudo), legumbres y oleaginosas (adormidera). Por otra parte, también consumían animales salvajes (ciervo, jabalí, ur, diferentes tipos de pájaros) y plantas silvestres (avellanas, moras, bellotas ...), así como peces y moluscos (lacustres y marinos).
También se han recuperado herramientas específicamente relacionadas con el cocinado y el consumo de los alimentos, como son varios cuencos de madera, vasos cerámicos de diferentes formas y tamaños, cucharones y espátulas de madera, una cuchara de oso, un caparazón de tortuga y un bateador (también de madera).

### Tecnología textil
En el yacimiento de la Draga se han encontrado las evidencias de producción textil más antiguas de la península ibérica. Aunque no se han recuperado hasta el momento fragmentos textiles, sí se encuentran herramientas vinculadas a los procesos de producción textil como peines, husos y/o lanzaderas hechas con madera de boj (Buxus sempervirens); también agujas de ojo y punzones de hueso. Todos estos instrumentos son similares a los utilizados por comunidades antiguas y modernas durante procesos como hilado y tejido, tal y como se detalla a continuación:
Los peines se utilizan para cardar lana antes del hilado o para prensar la trama durante el tejido, haciéndolo más denso y compacto. Las agujas biapuntadas pueden emplearse como lanzadera, pasando el hilo de la trama de un lado a otro del telar durante la elaboración del tejido. También como huso para hilar manualmente o con fusayola, pieza que se fija en el huso y permite hilar más rápidamente. En la Draga se han encontrado instrumentos de madera y hueso con perforaciones centrales que podrían haber tenido esta función.
De entre los instrumentos de hueso se encuentran punzones, utilizados para seleccionar y separar los hilos de la urdimbre o prensar la trama durante el tejido. También se han registrado tres fragmentos de agujas.
Se encuentran otros instrumentos, como posibles tensadores y urdidores.
Por último, los estudios realizados hasta la fecha indican que la fibra empleada sería de origen vegetal, posiblemente ortiga (Urtica dioica); y animal, pelo de oveja y/o cabra.

### Cestería y fibras vegetales
Se han encontrado objetos confeccionados con fibras vegetales entre los que cuentan restos de cuerda y cestería: un rollo de clemátide (Clematis sp.) entero, una fibra vegetal que no presenta manufactura, fragmentos de cestería elaborados con juncos y cárex y fragmentos de cuerda, algunos de ellos elaborados con fibras de tilo (Tilia sp.).
Estos restos han sido objeto de estudio primeramente a través de un análisis descriptivo, donde se han tenido en cuenta aspectos formales y métricos (Bosch, Chinchilla y Tarrús 2000, 2006). Más tarde, los mismos restos han sido revisados a partir de su producción y función (Piqué, Palomo y Romero 2013, no publicado).
Según la morfología de las cuerdas, se ha encontrado un manojo, un nudo y diferentes técnicas de manufactura. Se han documentado diferentes patrones de confección de una cuerda: el trenzado, la torsión y el anudado. Sin embargo, según su producción en el tipo de cuerda predomina la técnica de la torsión. La mayoría de restos de cuerda han sido manufacturadas según el patrón dominante S z, z, tratándose de cuerdas con torsión hacia la derecha elaboradas a partir de dos cordeles (2-ply).

### Carpintería
La carpintería o trabajo de la madera era una de las actividades económicas principales en la Draga, tanto en cuanto a la cantidad de la madera trabajada como por la calidad de estos trabajos realizados.
Entre las herramientas recuperadas en el yacimiento, las que se dedicaban al trabajo de la madera eran las azuelas, cuñas, percutores, raspadores de sílex y piedras arenosas. Los trabajos documentados con estas herramientas son el roto o segmentado del tronco, el desbastado, extracción de la corteza y pulido. Otro trabajo documentado aunque no implique la necesidad de utilizar herramientas, es la cremación o termoalteració.
La madera se trabaja para elaborar herramientas y elementos arquitectónicos. Los procesos de trabajo en un caso y en el otro son diferentes.
Entre las herramientas encontramos tanto muy elaboradas como de muy vascas; desde herramientas con un trabajo muy expeditivo en sólo un extremo (p. ej. rama con punta), herramientas que requieren la aplicación de diferentes trabajos que afectan a la totalidad de la superficie (p. ej. Arco). Para la elaboración de elementos arquitectónicos, el trabajo de carpintería se limita casi exclusivamente al roto y el desbastado. Mientras que el trabajo para las herramientas, de forma generalizada es más complejo en cuanto a las técnicas utilizadas, el trabajo de los elementos arquitectónicos requiere trabajar maderas de grandes dimensiones y, en general, un volumen muy superior de materia prima.

### Cerámica
La excavación de La Draga ha proporcionado un importante conjunto de fragmentos cerámicos, con predominio de espesores grandes y medianos, que deberían corresponder a vasijas destinadas al almacenamiento, cocción y consumo de diferentes productos alimenticios. Presentan una escasa variedad de formas, con perfiles redondeados y bases cónicas: hemiesférica, subesférica con o sin cuello, y cilíndrica.
La cerámica, una vez moldeada, presenta un trabajo de acabado previa la cocción, que incluye un alisado y pulido y una decoración a través de impresiones e incisiones de una parte de su superficie.
La decoración más empleada es la realizada con el borde del molusco del género Cardium, tanto en forma de impresión, formando líneas dentadas, con tramos ligeramente curvados, interrumpidos después de cada impresión; y el arrastre de todo el borde, formando franjas incisas.
Más raramente, también hay impresiones o incisiones hechas con peine, uña, espátula o punzón; y relieves en forma de cordón liso.
La proporción de vasos decorados debería ser muy grande, cercana al 70 u 80%, en el nivel más antiguo del yacimiento, de cronología cardial, y algo inferior en el nivel más reciente, de finales de este periodo.

### Industria lítica
Las partes activas de muchas de las herramientas utilizadas estaban fabricadas en diversos tipos de rocas. Básicamente, se utilizaron rocas silíceas, entre las que destaca el sílex que es de origen foráneo y que se localizaría a unos 100 km al norte. Con el sílex se produjeron casi exclusivamente fragmentos alargados (láminas) para utilizarse en diferentes trabajos como cuchillos de siega, taladros, puntas de flecha y como utensilios para raspar materias como la madera, hueso, cuerno y piel. Para tallar el núcleo de donde se extraían las láminas se empleó la percusión indirecta; golpeando sobre un pequeño punzón de cuerno a modo de cincel. Las láminas no superan los 100 mm de largo y provendrían de núcleos que tendrían un peso de poco más de 1500 gramos. Las rocas de origen local como el cuarzo filoniano y el hialino se emplean en menor cantidad, se cortan por completo en el poblado y se producen esquirlas y láminas de pequeño tamaño.
Además de las herramientas de piedra tallada, también se han recuperado otros objetos de piedra que a su vez formaban parte del conjunto de herramientas destinadas a las tareas cotidianas que se realizaban en el poblado. Entre estas destacan hojas de azuela pulimentadas hechas de rocas metamórficas como el esquisto y la corneana y otros utensilios hechos con rocas de textura granular compuestas de minerales entre los que abunda el cuarzo. Las hojas de piedra pulimentada son las partes activas de las azuelas, de las que se han recuperados varios mangos. Estos utensilios presentan un borde activo asimétrico que permite sujetarlos en mangos donde la parte activa es perpendicular al mango. Son utensilios que generalmente están relacionados con el trabajo de la madera como por ejemplo la tala de árboles, el vaciado y la regularización de la madera.
Por otra parte, los utensilios macrolíticos elaborados en rocas granulosas como el basalto y el granito se empleaban para el procesado de algunos vegetales como por ejemplo moler cereales. Otras rocas de grano más fino como el gres y la arenosa se podrían utilizar para desbastar, pulir y afilar diversas materias como huesos y maderas.

## Organización social
Los habitantes del poblado de La Draga constituyen una comunidad que fundamentaba su subsistencia en los rendimientos obtenidos de las prácticas agrícolas y ganaderas. Estos trabajos se fundamentaban en una propiedad colectiva de los medios de producción y en una redistribución de los productos generados, lo que permite suponer la inexistencia de élites políticas. En este sentido, las excavaciones han permitido evidenciar la producción seriada de una cantidad importante de elementos ornamentales que, además de su efecto estético, podrían haber tenido un componente simbólico o identitario, corroborando los vínculos de pertenencia a la comunidad. 
Hasta el momento no se han evidenciado en La Draga estructuras defensivas que, junto a la ausencia de evidencias de muertes violentas documentadas en otros yacimientos de la misma cronología, permite proponer que los conflictos con grupos vecinos resueltos de manera violenta serían poco habituales. 

### Ornamentos
Una de las categorías artefactuales recuperadas en el yacimiento de la Draga son los objetos de adorno elaborados con materias de origen animal, como el hueso, el cuerno, la piedra y la malacología marina. Están representados por cuentas de Dentalium, cadenas y colgantes de collar discoidales, romboidales u ovoides de concha de las especies Glycymeris sp, Cardium sp y Spondylus sp. (gaederopus), colgantes de caracoles marinos perforados (Columbella rustica), anillos de hueso o cuerno, discos-aros de concha y brazaletes de mármol.
Algunos de estos ornamentos se fabricaban en el yacimiento, caso de las cuentas de concha circulares y las cadenas-colgante, pues se ha localizado un área con restos del proceso o cadena operativa y ornamentos en curso de fabricación. La materia prima malacológica estaba relativamente al alcance, a una treintena de kilómetros. En cuanto a los adornos en hueso y cuerno, se han documentado cuernos con trazas y preformas, dato que, dados los restos faunísticos, nos indican también una posible producción en el yacimiento de los anillos. Estos anillos, algunos con decoraciones incisas y con protuberancias, tienen ejemplares idénticos en Cueva de Chaves (Huesca), Cueva del Oro y Cueva de la Sarsa (Valencia). En cuanto a otros ornamentos, como los brazaletes de mármol, estos procederían de áreas relativamente lejanas.

## Territorio
El estudio de los recursos explotados por los habitantes de La Draga permite determinar una explotación mayoritaria de los recursos disponibles en un ámbito regional, es decir, de aquellos que se puede conseguir en el entorno inmediato del poblado. No obstante, algunas materias primas importantes para la subsistencia, como el sílex o el jaspe, rocas empleadas para la producción de cuchillos, taladros y puntas de flecha, proceden de distancias superiores a los 100 km. Esto permite entrever que los habitantes de La Draga no eran una comunidad aislada sino que, al contrario, compartían diversos diseños, tradiciones y competencias técnicas en la producción de sus utensilios y herramientas en el sí de un vasto territorio, común al área de influencia de la cerámica cardial en el mediterráneo occidental.

## Conservación del yacimiento y de los materiales arqueológicos
Las campañas de excavación realizadas hasta el momento se han centrado en tres zonas que presentan unas características diferentes en relación con el agua, que es el factor principal que ha condicionado la conservación de restos orgánicos, especialmente las de madera.
Dos de los sectores excavados se encuentran al borde del estanque y el otro, dentro del agua, en la antigua playa neolítica. Por otra parte, debido a la pendiente natural del terreno hacia el estanque, los dos sectores terrestres excavados se encuentran a diferente altura respecto al nivel freático, uno de ellos cubierto de manera continua por el agua, mientras que el otro se encuentra unos 60 cm por encima. Las zonas que se han mantenido inundadas de forma perenne, y en un medio privado de oxígeno, son las que han permitido la buena conservación de los materiales orgánicos vegetales, que difícilmente se encuentran en otros yacimientos arqueológicos.
Entre los materiales orgánicos recuperados en la Draga destaca el gran número fauna, principalmente restos óseos de alimentación, pero también de objetos trabajados como herramientas o elementos de adorno. Pero, sin duda, lo que hace más relevante el yacimiento es son los restos vegetales que se han conservado: un gran número de herramientas de madera y palos de construcción, cuerdas trabajadas, cestería y lianas, así como cantidad de semillas.

## Parque neolítico de La Draga
La Draga reúne todas las condiciones para ser una buena herramienta de difusión del conocimiento sobre la vida de los primeros agricultores de Cataluña. De hecho, la especificidad del lugar, sus excepcionales condiciones de conservación, su ubicación en un entorno privilegiado y su capacidad de generar gran cantidad de datos inéditos también podían ser un poderoso motor para la difusión patrimonial.
El Parque neolítico de la Draga presenta unas instalaciones que permiten desarrollar un proyecto educativo que tiene como objetivo conocer la forma de vida de los primeros agricultores y ganaderos del noreste de la península. La propuesta didáctica se fundamenta en el desarrollo de actividades procedimentales prácticas en el marco de unas escenografías que reproducen diversas construcciones como cabañas y espacios característicos del neolítico como zonas de cultivo de diferentes variedades de cereales.
todo el año las visitas guiadas concertadas, escolares o turísticas, también se preocupa del mantenimiento de las infraestructuras y de celebrar actividades o demostraciones variadas para situar al visitante en el ambiente cotidiano del neolítico (encendido de fuego, talla de sílex, modelado de cerámica, fabricación de cestos, tiro con arco, trabajo en un huerto neolítico, etc.).
Actualmente el parque está abierto los sábados y domingos por la mañana de junio a octubre o en visitas concertadas por el público en general; todo que es el usuario escolar el más numeroso.